# 큰붉은박쥐
큰붉은박쥐(Lasiurus egregius)는 애기박쥐과에 속하는 북아메리카와 중앙아메리카 박쥐의 일종이다. 브라질과 파나마에서 발견된다.